# Firehawk
Firehawk (eerder X-Flight) was een vliegende achtbaan in het Amerikaanse attractiepark Kings Island.

## Algemene informatie
X-Flight werd door Vekoma gebouwd in het attractiepark Geauga Lake & Wildwater Kingdom en opende daar op 26 mei 2001. Vanwege lage bezoekeraantallen van het pretpark werd X-Flight eind 2006 uit het park verwijderd. In 2007 sloten alle attracties en ging het park in 2008 verder als waterpark met de nieuwe naam Geauga Lake's Wildwater Kingdom. De Cedar Fair Entertainment Company besloot dat X-Flight verplaatst werd naar Kings Island. Op 26 mei 2007 opende X-Flight met nieuwe kleuren onder de naam Firehawk.
Op 27 september 2018 maakte Kings Island bekend de achtbaan te sluiten. De reden die het park gaf, was het ten einde lopen van de levensduur van de achtbaan. De achtbaan werd in januari 2019 in een paar weken gesloopt.

## Ongeluk
Op 8 augustus 2009 werd een berijder van Firehawk naar het ziekenhuis gebracht met ademhalingsproblemen waar hij later kwam te overlijden. Uit nader onderzoek bleek dat de achtbaan normaal functioneerde, en dit incident dus niet aan de achtbaan te wijten viel, dus één dag later opende Firehawk weer.

## Galerij

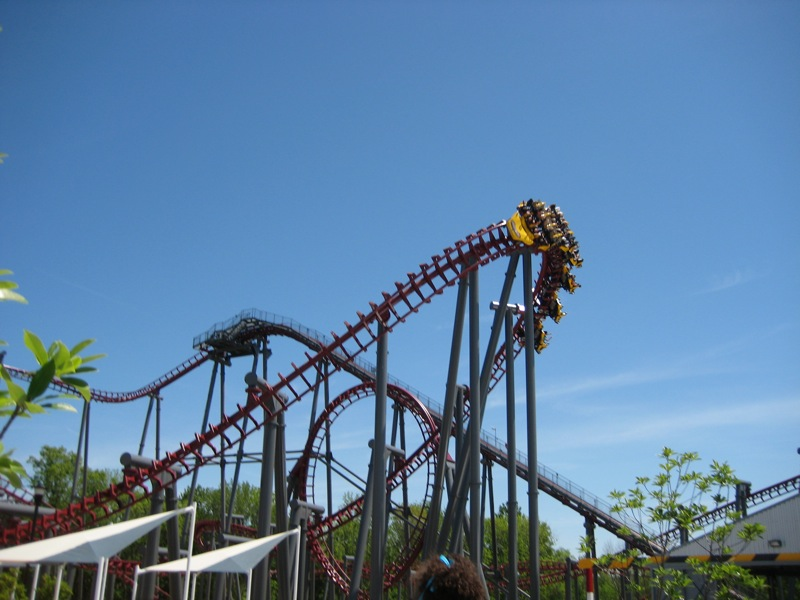
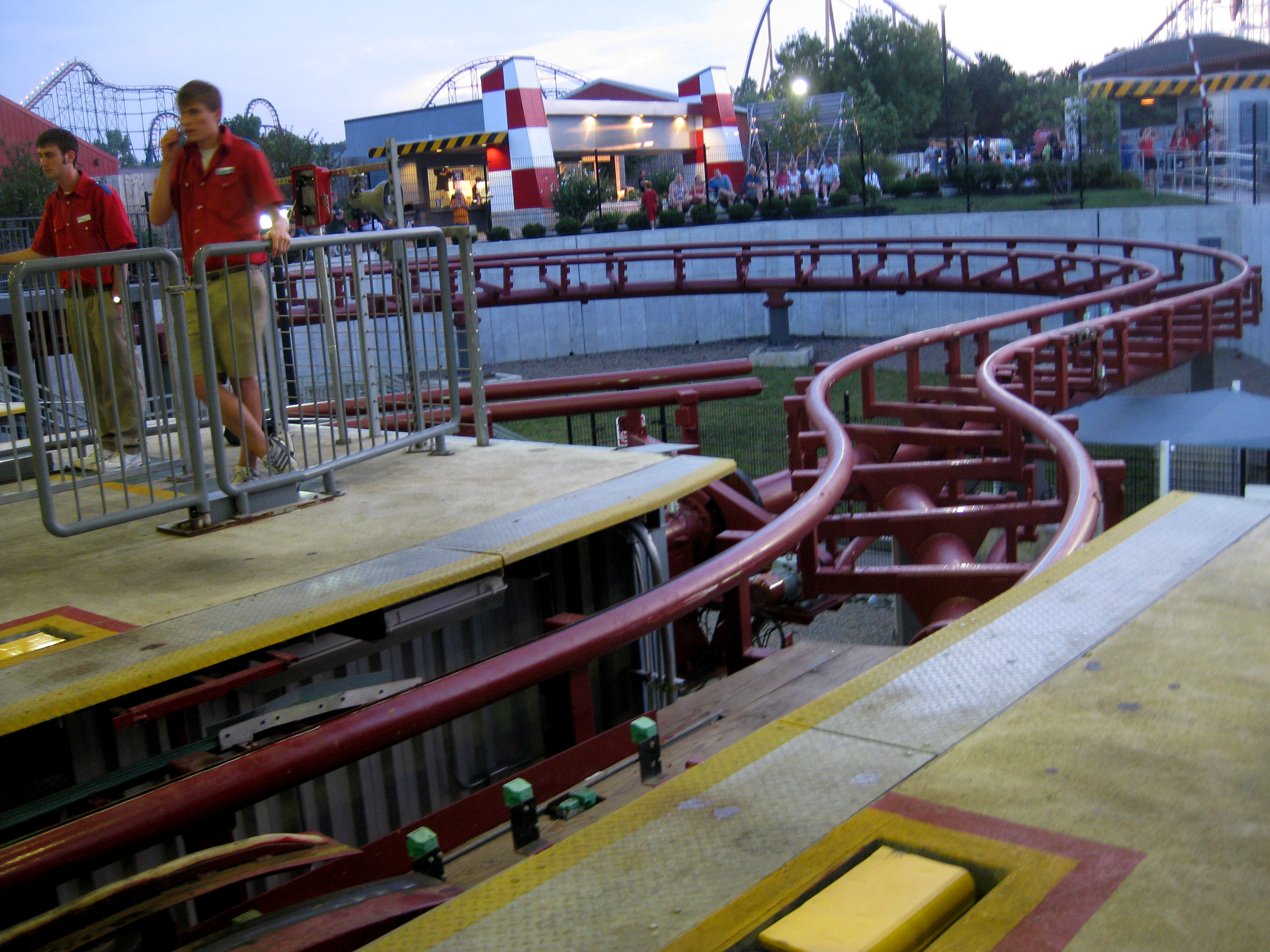
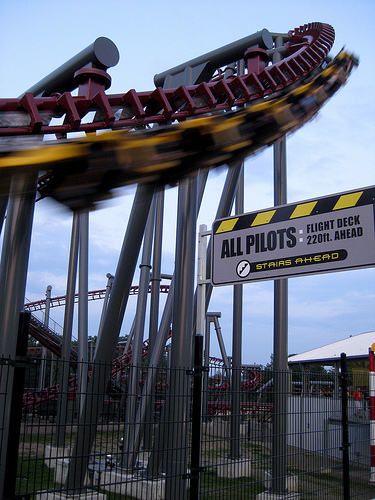

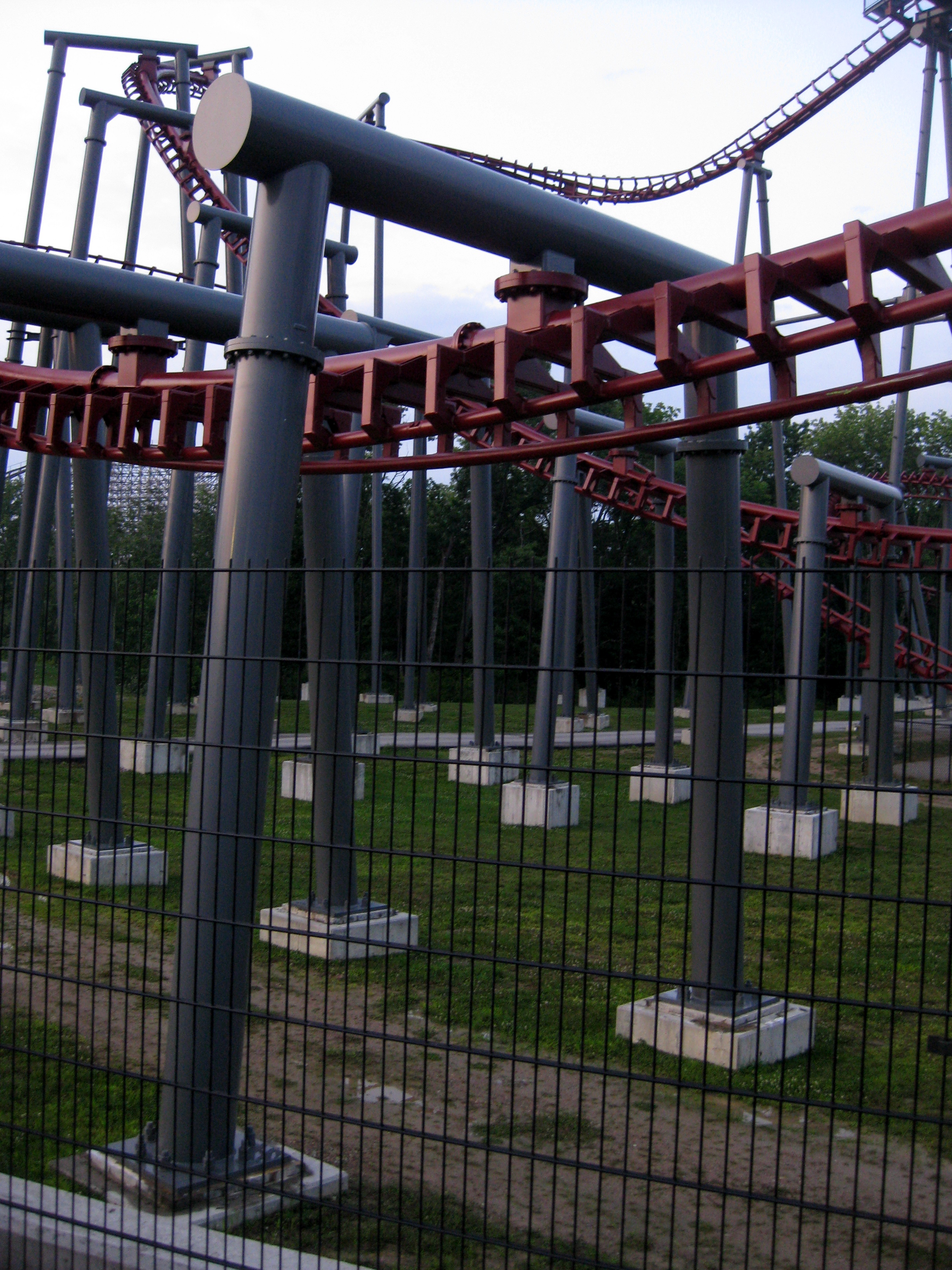
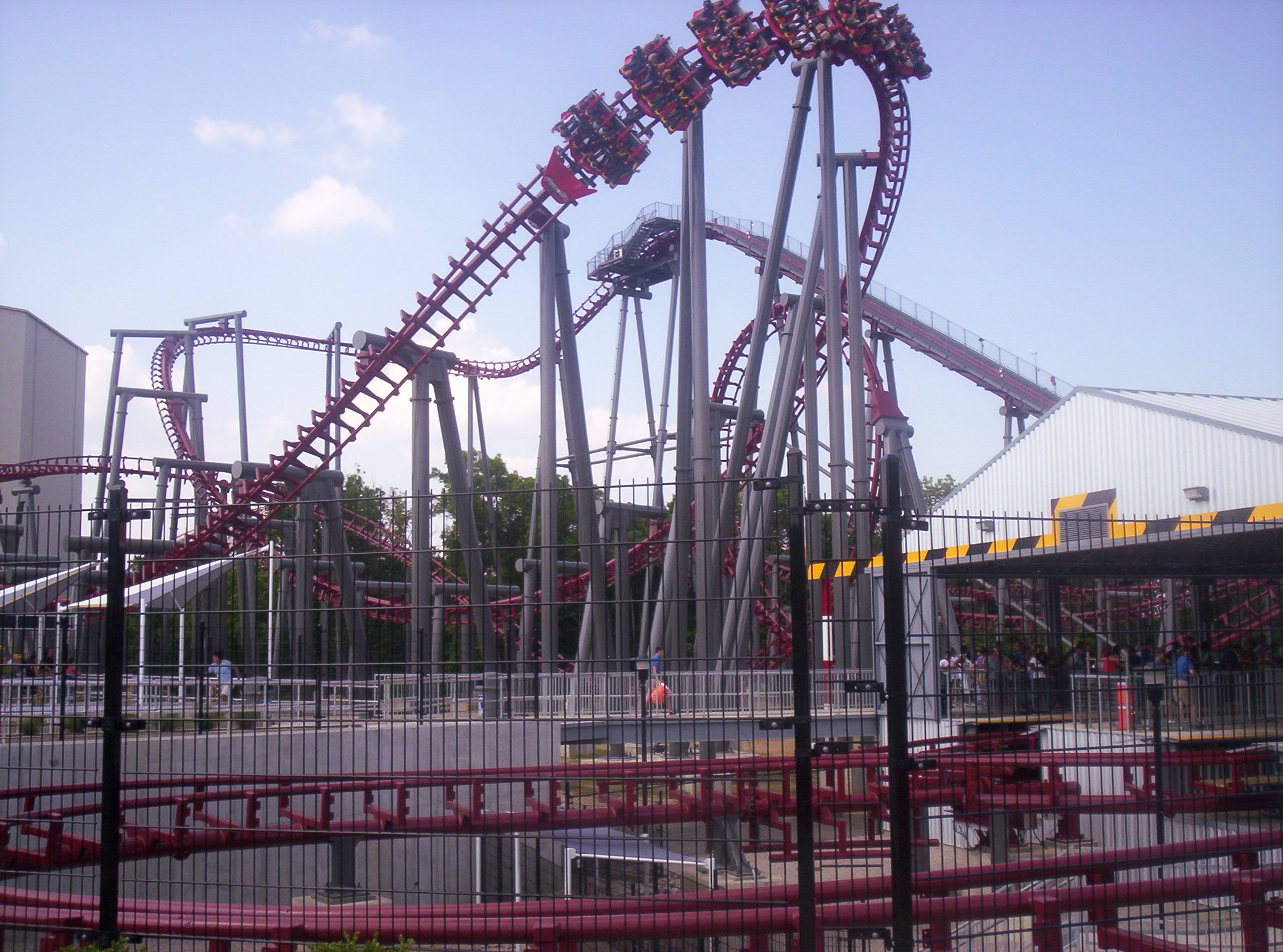

Huidig: 
Adventure Express ·
Backlot Stunt Coaster ·
Banshee ·
The Bat ·
Diamondback ·
Flight of Fear ·
Great Pumpkin Coaster ·
Invertigo ·
Mystic Timbers ·
Orion ·
Snoopy's Soap Box Racers ·
The Beast ·
The Racer · 
Woodstock Express ·
Woodstock’s Air Rail
Verdwenen: 
Bat ·
Bavarian Beetle ·
Demon ·
Firehawk ·
King Cobra ·
Scooby's Ghoster Coaster ·
Son of Beast ·
Vortex